# Ewalt Zweyer
Ewalt-Friedrich Zweyer (Pseudonym Felix Förster; * 16. Februar 1932 in Bukarest; † 7. November 2023 in Zorneding) war ein deutscher Journalist aus der deutschsprachigen Minderheit der Siebenbürger Sachsen.

## Leben
Ewalt Zweyer war der Sohn des in Hermannstadt geborenen Buchhändlers und Musikers Friedrich Zweyer und entstammte mütterlicherseits der Kronstädter Verlegerfamilie Zeidner und der Bukarester Künstlerfamilie Storck.  Er war das älteste von zehn Kindern. Er studierte zuerst Agronomie (Fernstudium ab 1950), dann Germanistik und Anglistik (1965–1970) an der Universität Bukarest. Seine Diplomarbeit behandelte 1970 die Völkerverbindende Funktion Adolf Meschendörfers Zeitschrift „Die Karpathen“.
Nach einem Jahr Forstarbeit begann Zweyer im Dezember 1949 seine Tätigkeit als Lokalreporter bei der Zeitung Neuer Weg. 1950 übernahm er die neu ins Leben gerufene Abteilung „Landwirtschaft“. 1968 erfolgte seine Berufung zum Chefredakteur der neu gegründeten Zeitung des Kreiskomitees und des Kreisvolksrates Hermannstädter Zeitung (ab November 1971 in „Die Woche“ umbenannt). Während dieser Zeit war er „Ergänzendes Büromitglied im Kreiskomitee Hermannstadt der Rumänischen Kommunistischen Partei (RKP) und Mitglied der Zentralen Revisionskommission“. In dieser Funktion nahm er am 3. Juli 1968 an der „Beratung beim Zentralkomitee (ZK) der RKP mit Wissenschaftlern und Kulturschaffenden aus den Reihen der deutschen Nationalität“ teil, in deren Folge der Rat der Werktätigen deutscher Nationalität entstand. 1974 wurde er aus politischen Gründen als Chefredakteur entlassen. Darauf kehrte Zweyer als Chefreporter zur Zeitung Neuer Weg zurück und war in dieser Funktion dort bis Oktober 1990 tätig. Im Zuge dieser Tätigkeit führte er unter anderem Interviews mit Hans-Dietrich Genscher (Januar 1990) und Hermann Heinemann.
Ewalt Zweyer übersiedelte im Dezember 1990 nach Deutschland. Ab April 1991 arbeitete er als Heimatforscher für den Verband der Siebenbürger Sachsen. Zwischen 1996 und 2008 war er als „besonderer Vertreter“ für die Siebenbürgisch-Sächsische Stiftung München tätig und betreute zahlreiche Buch- und Filmproduktionen. Zweyer war Herausgeber, Übersetzer und Reiseleiter. Er betreute rund 100 Heimatbücher editorisch und redaktionell, begleitete Restaurierungsmaßnahmen an Kirchenburgen in Siebenbürgen und organisierte mit der Bayerischen Staatskanzlei und dem Bundeskulturreferenten 2000 die „Bayerischen Kulturtage in Hermannstadt“. Ab 2005 war er als Pressereferent und Schriftführer der Kreisgruppe München des Verbands der Siebenbürger Sachsen tätig. Zweyer war Autor vieler Beiträge für die „Siebenbürgische Zeitung“.